# Депутати ВР УРСР 4-го скликання
| Прізвище, ім'я, по-батькові         | Де обрано                 | Виборчий округ                       | Посада на час обрання | Примітки                                                           |
| ----------------------------------- | ------------------------- | ------------------------------------ | --- | ------------------------------------------------------------------ |
| Абрамовський Андрій Силович         | Дніпропетровська область  | Амур-Нижньодніпровський              | Машиніст паровозного депо Нижньодніпровськ-Вузол                                                                                      |                                                                    |
| Адамець Данило Іванович             | Сталінська область        | Ждановський-Молотовський             | Голова виконкому Сталінської обласної ради                                                                                            | 11 травня 1956 помер                                               |
| Аксентьєва Зінаїда Миколаївна       | Полтавська область        | Чутівський                           | Директор Полтавської гравіметричної обсерваторії АН УРСР                                                                              |                                                                    |
| Алексеєвський Євген Євгенович       | Хмельницька область       | Старо-Ушицький                       | Заступник міністра сільського господарства УРСР                                                                                       |                                                                    |
| Ананченко Федір Гурійович           | Сталінська область        | Волноваський                         | Міністр соціального забезпечення УРСР                                                                                                 | 11 грудня 1956 помер                                               |
| Андріанов Сергій Миколайович        | Херсонська область        | Каховський                           | Начальник управління «Дніпробуду» |                                                                    |
| Андрієнко Леонід Васильович         | Вінницька область         | Липовецький                          | Завідувач сільськогосподарського відділу ЦК КПУ                                                                                       |                                                                    |
| Андрійченко Федір Кирилович         | Миколаївська область      | Вознесенський                        | Комбайнер, бригадир тракторної бригади Вознесенської МТС Вознесенського району                                                        |                                                                    |
| Бабець Павло Петрович               | Запорізька область        | Мелітопольський міський              | 1-й секретар Мелітопольського міськкому КПУ                                                                                           |                                                                    |
| Бабійчук Василь Савелійович         | Дрогобицька область       | Миколаївський                        | 1-й секретар Жидачівського райкому КПУ                                                                                                |                                                                    |
| Бабійчук Ростислав Володимирович    | Львівська область         | Олеський                             | 2-й секретар Львівського обкому КПУ                                                                                                   |                                                                    |
| Бакланов Гліб Володимирович         | Ровенська область         | Висоцький                            | Командувач 13-ї армії Прикарпатського військового округу, генерал-лейтенант                                                           |                                                                    |
| Балюк Марк Миколайович              | Київська область          | Богуславський                        | Військовий політпрацівник військ ППО, генерал-майор                                                                                   |                                                                    |
| Бантос Ніна Георгіївна              | Черкаська область         | Корсунь-Шевченківський               | Вчителька Корсунь-Шевченківської середньої школи № 2                                                                                  |                                                                    |
| Баранов Кузьма Васильович           | Сталінська область        | Макіївський-Кіровський               | Директор Макіївського металургійного заводу імені Кірова                                                                              |                                                                    |
| Барановський Анатолій Максимович    | Полтавська область        | Решетилівський                       | Голова Держплану УРСР, заступник голови Ради Міністрів УРСР                                                                           |                                                                    |
| Барильник Тимофій Григорович        | Херсонська область        | Нижньо-Сірогозький                   | Голова виконкому Херсонської обласної ради                                                                                            |                                                                    |
| Баштик Уляна Данилівна              | Львівська область         | Радехівський                         | Голова колгоспу імені Сталіна Сокальського району                                                                                     |                                                                    |
| Бебешко Наталія Іванівна            | Запорізька область        | Веселівський                         | Вчителька Кам'янсько-Дніпровської середньої школи № 1                                                                                 |                                                                    |
| Бердега Василь Улянович             | Хмельницька область       | Городоцький                          | Комбайнер Зіньківської МТС Віньковецького району                                                                                      |                                                                    |
| Береза Олена Григорівна             | Київська область          | Яготинський                          | Ланкова колгоспу «Паризька Комуна» Яготинського району                                                                                |                                                                    |
| Бєлов Євтихій Омелянович            | Кіровоградська область    | Бобринецький                         | Військовий, генерал-лейтенант танкових військ                                                                                         |                                                                    |
| Бєлогуров Микола Кіндратович        | Житомирська область       | Чуднівський                          | Відповідальний редактор газети «Правда Украины»                                                                                       |                                                                    |
| Бикова Поліна Юхимівна              | Кіровоградська область    | Ново-Український                     | Голова колгоспу імені Калініна Рівнянського району                                                                                    |                                                                    |
| Бідненко Ганна Федотівна            | Київська область          | Бориспільський                       | Ланкова колгоспу імені Мічуріна Бориспільського району                                                                                |                                                                    |
| Білоус Анатолій Кононович           | Вінницька область         | Могилів-Подільський                  | Водій Могилів-Подільської автороти «Союззаготтрансу»                                                                                  |                                                                    |
| Блятон Микола Григорович            | Хмельницька область       | Антонінський                         | Голова виконкому Хмельницької обласної ради                                                                                           |                                                                    |
| Богданов Віктор Миколайович         | Вінницька область         | Козятинський                         | Машиніст-інструктор паровозного депо Козятин-1                                                                                        |                                                                    |
| Богданова Олександра Андріївна      | Дніпропетровська область  | Синельниківський                     | Голова Дніпропетровського обласного суду                                                                                              |                                                                    |
| Бойко Давид Васильович              | Хмельницька область       | Чемеровецький                        | Голова колгоспу імені Леніна Чемеровецького району                                                                                    |                                                                    |
| Бойко Марта Олексіївна              | Харківська область        | Ізюмський                            | Вчителька Ізюмської середньої школи № 4                                                                                               |                                                                    |
| Болдін Іван Васильович              | Кіровоградська область    | Ново-Миргородський                   | 1-й заступник командувача військ Київського військового округу, генерал-полковник                                                     |                                                                    |
| Бондаренко Ніна Григорівна          | Сталінська область        | Дзержинський                         | Директор школи робітничої молоді шахти імені Артема Дзержинського району                                                              |                                                                    |
| Ботвинов Олександр Гнатович         | Одеська область           | Котовський                           | 1-й секретар Котовського райкому КПУ                                                                                                  |                                                                    |
| Братусь Василь Дмитрович            | Кримська область          | Євпаторійський                       | Міністр охорони здоров'я УРСР |                                                                    |
| Бубновський Микита Дмитрович        | Черкаська область         | Смілянський                          | Секретар ЦК КПУ |                                                                    |
| Булгаков Олександр Олександрович    | Харківська область        | Краснокутський                       | 2-й секретар Харківського обкому КПУ                                                                                                  |                                                                    |
| Булганін Микола Олександрович       | Запорізька область        | Осипенківський                       | 1-й заступник голови Ради Міністрів СРСР, міністр оборони СРСР, маршал СРСР                                                           |                                                                    |
| Бурак Юлія Василівна                | Львівська область         | Львівський-Червоноармійський         | Старший контрольний майстер цеху складання електролічильників Львівського заводу «Контакт»                                            |                                                                    |
| Бурмистров Олександр Олександрович  | Сталінська область        | Красноармійський                     | Завідувач відділу вугільної промисловості ЦК КПУ                                                                                      |                                                                    |
| Бухно Єфросинія Кононівна           | Чернігівська область      | Щорський                             | Дільничний лікар села Макошине Менського району                                                                                       |                                                                    |
| Бухранський Василь Дмитрович        | Житомирська область       | Олевський                            | Голова виконкому Словечанської районної ради                                                                                          |                                                                    |
| Бушнєв Сергій Дмитрович             | Ворошиловградська область | Рубіжанський                         | Директор Рубіжанського хімічного комбінату                                                                                            |                                                                    |
| Вакуловська Оксана Олександрівна    | Миколаївська область      | Ново-Бузький                         | Вчителька Володимирівської середньої школи № 1 Володимирівського району                                                               |                                                                    |
| Валуєв Володимир Миколайович        | Запорізька область        | Ново-Василівський                    | Заступник голови Ради Міністрів УРСР                                                                                                  |                                                                    |
| Ванденко Леонід Степанович          | Чернігівська область      | Семенівський                         | Голова виконкому Чернігівської обласної ради                                                                                          |                                                                    |
| Варфоломєєва Ганна Леонтіївна       | Хмельницька область       | Дунаєвецький                         | Прядильниця Дунаєвецької суконної фабрики                                                                                             |                                                                    |
| Василевська Євгенія Василівна       | Чернігівська область      | Ніжинський                           | Доцент кафедри зоології Ніжинського педагогічного інституту імені Гоголя                                                              |                                                                    |
| Вислий Петро Михайлович             | Сумська область           | Глухівський                          | Голова колгоспу «Ленінський шлях» Червоного району                                                                                    |                                                                    |
| Вівдиченко Іван Іванович            | Житомирська область       | Коростишівський                      | Завідувач відділу партійних органів ЦК КПУ                                                                                            |                                                                    |
| Водолазька Тамара Карпівна          | Волинська область         | Ковельський                          | Директор Ковельської семирічної школи № 7                                                                                             |                                                                    |
| Волошин Олександр Іванович          | Дніпропетровська область  | Дніпропетровський-Красногвардійський | Завідувач нейрохірургічного відділення Дніпропетровської 2-ї міської клінічної лікарні                                                |                                                                    |
| Ворошилов Климент Єфремович         | Хмельницька область       | Ново-Ушицький                        | Голова Президії Верховної Ради СРСР                                                                                                   |                                                                    |
| Гавриленко Софія Василівна          | Житомирська область       | Малинський                           | Вчителька Малинської середньої школи № 1                                                                                              |                                                                    |
| Гайдар Марія Луківна                | Полтавська область        | Семенівський                         | Ланкова колгоспу імені Карла Маркса Семенівського району                                                                              |                                                                    |
| Гайша Євтихій Семенович             | Черкаська область         | Чорнобаївський                       | Директор Іркліївської МТС Іркліївського району                                                                                        |                                                                    |
| Гармаш Микола Кузьмович             | Чернігівська область      | Чернігівський                        | Голова колгоспу «Новий шлях» Чернігівського району                                                                                    |                                                                    |
| Герасименко Клавдія Петрівна        | Полтавська область        | Карлівський                          | Директор Карлівської МТС Карлівського району                                                                                          |                                                                    |
| Герич Іван Миколайович              | Дрогобицька область       | Бориславський                        | Оператор Бориславського 8-го нафтопромислу                                                                                            |                                                                    |
| Глазирін Володимир Іванович         | Сталінська область        | Краматорський                        | Директор Ново-Краматорського машинобудівного заводу імені Сталіна                                                                     |                                                                    |
| Глух Федір Кирилович                | Чернігівська область      | Бобровський                          | Міністр юстиції УРСР |                                                                    |
| Глухов Захар Миколайович            | Сталінська область        | Мар'їнський                          | 1-й секретар Мар'їнського райкому КПУ                                                                                                 |                                                                    |
| Гмиря Петро Арсентійович            | Ворошиловградська область | Ворошиловський міський               | Директор Ворошиловського металургійного заводу імені Ворошилова                                                                       |                                                                    |
| Голота Яків Андріянович             | Волинська область         | Ратнівський                          | Міністр промисловості м'ясних і молочних продуктів УРСР                                                                               |                                                                    |
| Голубар Семен Григорович            | Дніпропетровська область  | Криворізький-Центрально-Міський      | Завідувач шахти № 8 Криворізького рудника імені Карла Лібкнехта                                                                       |                                                                    |
| Голубчук Марія Мефодіївна           | Вінницька область         | Ямпільський                          | Голова колгоспу імені Кагановича Ямпільського району                                                                                  |                                                                    |
| Гончар Олександр Терентійович       | Херсонська область        | Велико-Олександрівський              | Письменник |                                                                    |
| Гончарова Раїса Павлівна            | Ворошиловградська область | Верхньо-Теплівський                  | Агроном колгоспу імені Сталіна Олександрівського району                                                                               |                                                                    |
| Гончарова Ніна Маркіянівна          | Харківська область        | Вовчанський                          | Директор Вовчанського педагогічного училища                                                                                           |                                                                    |
| Гориздра Іван Павлович              | Кримська область          | Джанкойський                         | Комбайнер Азовської МТС Джанкойського району                                                                                          |                                                                    |
| Горюнов Сергій Кіндратович          | Чернігівська область      | Остерський                           | Командувач 69-ї повітряної армії Київського військового округу, генерал-полковник авіації                                             |                                                                    |
| Грек Іван Михайлович                | Житомирська область       | Ємільчинський                        | Бригадир тракторної бригади Ємільчинської МТС Ємільчинського району                                                                   |                                                                    |
| Гречуха Михайло Сергійович          | Харківська область        | Харківський сільський                | 1-й заступник голови Ради Міністрів УРСР                                                                                              |                                                                    |
| Григор'єв Володимир Сергійович      | Чернігівська область      | Бахмацький                           | Міністр промисловості будівельних матеріалів УРСР                                                                                     |                                                                    |
| Гриценко Павло Пилипович            | Ровенська область         | Березнівський                        | Міністр місцевої і паливної промисловості УРСР                                                                                        |                                                                    |
| Гришин Тимофій Федорович            | Сталінська область        | Макіївський-Совєтський               | Бригадир наваловідбійників шахти «Ново-Моспино» тресту «Совєтськвугілля»                                                              | 14 вересня 1958 помер                                              |
| Гришко Григорій Єлисейович          | Київська область          | Таращанський                         | 1-й секретар Київського обкому КПУ |                                                                    |
| Гришко Олександра Петрівна          | Херсонська область        | Голопристанський                     | Ланкова колгоспу «Перше Травня» Скадовського району                                                                                   |                                                                    |
| Грінченко Ганна Олексіївна          | Херсонська область        | Херсонський міський                  | Інженер-конструктор Херсонського суднобудівного заводу імені Комінтерну                                                               |                                                                    |
| Громійчук Пелагея Тимофіївна        | Кіровоградська область    | Голованівський                       | Ланкова колгоспу імені Маленкова Голованівського району                                                                               |                                                                    |
| Громов Олександр Георгійович        | Дніпропетровська область  | Софіївський                          | Начальник Політуправління Київського військового округу, полковник                                                                    |                                                                    |
| Ґудзь Зінаїда Феодосіївна           | Хмельницька область       | Смотрицький                          | Головний зоотехнік Смотрицької МТС Смотрицького району                                                                                |                                                                    |
| Гулько Іван Іванович                | Вінницька область         | Хмільницький                         | Голова колгоспу імені Леніна Хмільницького району                                                                                     |                                                                    |
| Гургаль Володимир Йосипович         | Львівська область         | Львівський-Ленінський                | Токар Львівського заводу приводних пресів                                                                                             |                                                                    |
| Гуреєв Микола Михайлович            | Одеська область           | Балтський                            | Заступник голови Ради Міністрів УРСР                                                                                                  |                                                                    |
| Гуров Василь Дмитрович              | Дніпропетровська область  | Петропавлівський                     | 1-й секретар Межівського райкому КПУ                                                                                                  |                                                                    |
| Давидов Олексій Йосипович           | Київ                      | Дарницький                           | Голова виконкому Київської міської ради                                                                                               |                                                                    |
| Данькевич Костянтин Федорович       | Одеська область           | Одеський сільський                   | Композитор, професор Київської державної консерваторії імені Чайковського                                                             |                                                                    |
| Дебелий Олександр Петрович          | Тернопільська область     | Козівський                           | 2-й секретар Тернопільського обкому КПУ                                                                                               |                                                                    |
| Дементьєв Георгій Гаврилович        | Вінницька область         | Калинівський                         | Голова виконкому Вінницької обласної ради                                                                                             |                                                                    |
| Довгань Антоніна Демидівна          | Дніпропетровська область  | Магдалинівський                      | Зоотехнік Ждановської МТС Магдалинівського району                                                                                     |                                                                    |
| Долинюк Євгенія Олексіївна          | Тернопільська область     | Борщівський                          | Ланкова колгоспу імені Сталіна Мельнице-Подільського району                                                                           |                                                                    |
| Донець Євгенія Яківна               | Сталінська область        | Макіївський-Кагановичський           | Лікар рудникової лікарні міста Макіївки                                                                                               |                                                                    |
| Дорошенко Петро Омелянович          | Вінницька область         | Барський                             | 1-й секретар Вінницького обкому КПУ                                                                                                   |                                                                    |
| Дрозденко Василь Іванович           | Ворошиловградська область | Краснодонський                       | 1-й секретар ЦК ЛКСМУ |                                                                    |
| Дрокін Василь Дмитрович             | Харківська область        | Харківський-Сталінський              | Токар Харківського турбінного заводу імені Кірова                                                                                     |                                                                    |
| Дротенко Марія Сергіївна            | Одеська область           | Саратський                           | Бригадир тракторної бригади Маразліївської МТС Тузлівського району                                                                    |                                                                    |
| Дубенський Павло Михайлович         | Ровенська область         | Млинівський                          | Голова колгоспу імені Хрущова Млинівського району                                                                                     |                                                                    |
| Дудикевич Богдан Корнилович         | Львівська область         | Яворівський                          | Директор Львівського філіалу Центрального музею імені Леніна                                                                          |                                                                    |
| Дудкін Олексій Герасимович          | Дніпропетровська область  | Криворізький-Дзержинський            | 1-й секретар Криворізького міськкому КПУ                                                                                              |                                                                    |
| Дудура Дарія Макарівна              | Кримська область          | Сімферопольський-Центральний         | Директор Сімферопольського тютюнно-ферментаційного заводу                                                                             |                                                                    |
| Дядик Іван Іванович                 | Сталінська область        | Добропільський                       | 2-й секретар Сталінського обкому КПУ                                                                                                  |                                                                    |
| Ємченко Григорій Якович             | Ворошиловградська область | Кадіївський-Іллічівський             | 2-й секретар Ворошиловградського обкому КПУ                                                                                           |                                                                    |
| Єременко Анатолій Петрович          | Харківська область        | Барвінківський                       | Голова правління Ради промислової кооперації України                                                                                  |                                                                    |
| Єфременко Софія Михайлівна          | Сталінська область        | Амвросіївський                       | Майстер цеху випалювання цементу Амвросіївського цементного заводу № 1                                                                |                                                                    |
| Жадов Олексій Семенович             | Особливий округ           |                                      | Командувач Центральної групи радянських військ, генерал-полковник                                                                     |                                                                    |
| Журавель Іван Володимирович         | Ровенська область         | Корецький                            | 2-й секретар Ровенського обкому КПУ                                                                                                   |                                                                    |
| Заболотний Володимир Гнатович       | Харківська область        | Балаклійський                        | Президент Академії архітектури УРСР                                                                                                   |                                                                    |
| Заглада Надія Григорівна            | Житомирська область       | Черняхівський                        | Ланкова колгоспу імені 1 Травня Черняхівського району                                                                                 |                                                                    |
| Загороднюк Яків Феодосійович        | Черкаська область         | Христинівський                       | Завідувач відділу селекції зернових культур Верхняцької селекційної станції Христинівського району                                    |                                                                    |
| Закарлюка Євдокія Йосипівна         | Запорізька область        | Велико-Токмацький                    | Тракторист Богданівської МТС Чернігівського району                                                                                    |                                                                    |
| Захарченко Катерина Йосипівна       | Сумська область           | Конотопський                         | Голова колгоспу імені Сталіна Конотопського району                                                                                    |                                                                    |
| Захарченко Микола Харитонович       | Чернігівська область      | Куликівський                         | Голова виконкому Олишівської районної ради                                                                                            |                                                                    |
| Зелена Антоніна Іларіонівна         | Київська область          | Ржищівський                          | Трактористка Мирівської МТС Кагарлицького району                                                                                      |                                                                    |
| Зіньківська Євгенія Тимофіївна      | Сталінська область        | Артемівський                         | Агроном Покровської МТС по колгоспу імені Чапаєва Артемівського району                                                                |                                                                    |
| Зленко Андрій Никифорович           | Львівська область         | Кам'янсько-Бузький                   | Інспектор ЦК КПУ |                                                                    |
| Іванов Олексій Семенович            | Станіславська область     | Рогатинський                         | 1-й секретар Бурштинського райкому КПУ                                                                                                |                                                                    |
| Іванова Марія Гаврилівна            | Одеська область           | Болградський                         | Директор Болградської початкової школи                                                                                                |                                                                    |
| Іващенко Ольга Іллівна              | Київська область          | Чорнобильський                       | Секретар ЦК КПУ |                                                                    |
| Іжик Петро Дем'янович               | Станіславська область     | Долинський                           | Слюсар Долинського лісозаводу |                                                                    |
| Ільчук Марія Миколаївна             | Житомирська область       | Баранівський                         | Формувальниця Баранівського фарфорового заводу імені Леніна                                                                           |                                                                    |
| Іченська Олександра Яківна          | Черкаська область         | Уманський                            | Завідувач Уманської міської дитячої поліклініки                                                                                       |                                                                    |
| Кавецький Тимофій Давидович         | Волинська область         | Маневицький                          | 1-й секретар Голобського райкому КПУ                                                                                                  |                                                                    |
| Каганович Лазар Мойсейович          | Київ                      | Кагановичський                       | 1-й заступник голови Ради Міністрів СРСР                                                                                              |                                                                    |
| Калейчик Володимир Єлисейович       | Сталінська область        | Петровський                          | Шахтар шахти міста Сталіно |                                                                    |
| Кальченко Никифор Тимофійович       | Тернопільська область     | Велико-Дедеркальський                | Голова Ради Міністрів УРСР |                                                                    |
| Караваєв Костянтин Семенович        | Ровенська область         | Червоноармійський                    | Міністр державного контролю УРСР |                                                                    |
| Карбовничий Василь Артемович        | Сумська область           | Роменський                           | 2-й секретар Сумського обкому КПУ |                                                                    |
| Карєва Олександра Григорівна        | Сталінська область        | Харцизький                           | Начальник механічної лабораторії Харцизького сталедротового канатного заводу                                                          |                                                                    |
| Касьяненко Євгенія Карпівна         | Сумська область           | Буринський                           | Вчителька Першотравневої середньої школи Буринського району                                                                           |                                                                    |
| Кириченко Григорій Федорович        | Сумська область           | Сумський                             | Токар Сумського машинобудівного заводу імені Фрунзе                                                                                   |                                                                    |
| Кириченко Іван Тимофійович          | Кіровоградська область    | Ново-Георгіївський                   | Уповноважений Міністерства зв'язку СРСР по УРСР                                                                                       |                                                                    |
| Кириченко Олексій Іларіонович       | Київ                      | Молотовський                         | 1-й секретар ЦК КПУ |                                                                    |
| Кіх Марія Семенівна                 | Львівська область         | Золочівський                         | Заступник голови виконкому Львівської обласної ради                                                                                   |                                                                    |
| Кіщук Микола Федорович              | Станіславська область     | Косівський                           | Заступник голови виконкому Станіславської обласної ради, різьб'яр                                                                     |                                                                    |
| Клапач Юстина Андріївна             | Тернопільська область     | Бучацький                            | Доярка колгоспу імені Чапаєва Бучацького району                                                                                       |                                                                    |
| Климченко Неоніла Миколаївна        | Миколаївська область      | Сталінський                          | Голова виконкому Сталінської районної ради міста Миколаєва                                                                            |                                                                    |
| Коваль Борис Андронікович           | Чернігівська область      | Городнянський                        | Заступник міністра культури УРСР; міністр вищої освіти УРСР                                                                           |                                                                    |
| Коваль Іван Лукич                   | Харківська область        | Валківський                          | Директор Валківської МТС Валківського району                                                                                          |                                                                    |
| Коваль Максим Панасович             | Полтавська область        | Кременчуцький сільський              | Голова колгоспу імені Молотова Кременчуцького району                                                                                  |                                                                    |
| Коваль Федір Тихонович              | Львівська область         | Львівський-Залізничний               | 1-й секретар Львівського міськкому КПУ                                                                                                |                                                                    |
| Ковальов Харитон Антонович          | Ворошиловградська область | Ворошиловський сільський             | Вибійник шахти № 10 імені Артема тресту «Ворошиловвугілля»                                                                            |                                                                    |
| Ковальчук Андрій Іванович           | Станіславська область     | Отинянський                          | Тракторист Отинянської МТС Отинянського району                                                                                        |                                                                    |
| Ковальчук Єфросинія Денисівна       | Хмельницька область       | Летичівський                         | Ланкова колгоспу імені Кірова Летичівського району                                                                                    |                                                                    |
| Ковальчук Марія Іванівна            | Львівська область         | Рава-Руський                         | Ланкова колгоспу імені Лесі Українки Магерівського району                                                                             |                                                                    |
| Ковпак Сидір Артемович              | Сумська область           | Путивльський                         | Заступник голови Президії Верховної Ради УРСР                                                                                         |                                                                    |
| Козачук Іван Федорович              | Чернівецька область       | Сторожинецький                       | Заступник голови виконкому Чернівецької обласної ради                                                                                 |                                                                    |
| Козир Павло Пантелеймонович         | Вінницька область         | Ободівський                          | 2-й секретар Вінницького обкому КПУ                                                                                                   |                                                                    |
| Кондратенко Андрій Павлович         | Сумська область           | Тростянецький                        | Голова виконкому Сумської обласної ради                                                                                               |                                                                    |
| Кондратюк Марія Кирилівна           | Житомирська область       | Бердичівський                        | Голова колгоспу «Шлях до комунізму» Бердичівського району                                                                             | 23 жовтня 1955 померла                                             |
| Конєв Іван Степанович               | Львівська область         | Нестеровський                        | Командувач військ Прикарпатського військового округу, маршал СРСР                                                                     |                                                                    |
| Корнійчук Олександр Євдокимович     | Вінницька область         | Тульчинський                         | Письменник, академік АН УРСР |                                                                    |
| Коробіцина Ганна Андріївна          | Кримська область          | Білогорський                         | Бригадир овочівницької бригади колгоспу імені Молотова Красногвардійського району                                                     |                                                                    |
| Коробов Микола Архипович            | Сталінська область        | Горлівський-Микитівський             | Керуючий будівництвом каналу Сіверський Донець — Донбас                                                                               |                                                                    |
| Коровченко Андрій Григорович        | Севастополь               | Севастопольський-Сталінський         | 1-й секретар Севастопольського міськкому КПУ                                                                                          |                                                                    |
| Коротков Федір Іванович             | Чернігівська область      | Любецький                            | 1-й секретар Чернігівського міськкому КПУ                                                                                             |                                                                    |
| Коротченко Дем'ян Сергійович        | Житомирська область       | Житомирський сільський               | Голова Президії Верховної Ради УРСР                                                                                                   |                                                                    |
| Коряк Кузьма Леонтійович            | Ворошиловградська область | Старобільський                       | Голова колгоспу імені Сталіна Старобільського району                                                                                  |                                                                    |
| Костюшко Ольга Іванівна             | Кіровоградська область    | Олександрійський                     | Вчителька Олександрійської середньої школи № 2                                                                                        |                                                                    |
| Кочерга Іван Миколайович            | Сталінська область        | Ждановський-Іллічівський             | Старший оператор листопрокатного цеху Ждановського машинобудівного заводу                                                             |                                                                    |
| Кошик Онисія Данилівна              | Вінницька область         | Томашпільський                       | Лікар Комаргородської дільничної лікарні Томашпільського району                                                                       |                                                                    |
| Кравцов Іван Кіндратович            | Хмельницька область       | Ізяславський                         | Командувач 34-го гвардійського стрілецького корпусу 13-ї армії Прикарпатського військового округу, генерал-лейтенант                  |                                                                    |
| Кравчук Степан Миколайович          | Тернопільська область     | Товстенський                         | Бригадир тракторної бригади Кошилівської МТС Товстенського району                                                                     |                                                                    |
| Крайнюков Костянтин Васильович      | Особливий округ           |                                      | Член Військової ради Центральної групи радянських військ, генерал-лейтенант                                                           |                                                                    |
| Крейзер Яків Григорович             | Станіславська область     | Галицький                            | Командувач 38-ї армії Прикарпатського військового округу, генерал-полковник                                                           |                                                                    |
| Кривенко Дарія Олександрівна        | Вінницька область         | Шаргородський                        | Зоотехнік колгоспу імені Сталіна Джуринського району                                                                                  |                                                                    |
| Кривенко Яків Миколайович           | Сталінська область        | Краснолиманський                     | Начальник управління Донецької залізниці                                                                                              |                                                                    |
| Крутенко Петро Федорович            | Сталінська область        | Авдіївський                          | Голова колгоспу імені Леніна Авдіївського району                                                                                      |                                                                    |
| Кубанов Павло Петрович              | Хмельницька область       | Деражнянський                        | Завідувач хірургічного відділення Деражнянської районної лікарні                                                                      | 24 листопада 1957 помер                                            |
| Кузьменко Михайло Григорович        | Кримська область          | Приморський                          | Голова виконкому Кримської обласної ради                                                                                              |                                                                    |
| Кузьмич Антон Савич                 | Сталінська область        | Єнакіївський міський                 | Міністр вугільної промисловості УРСР                                                                                                  |                                                                    |
| Кузьмяк Ганна Антонівна             | Дрогобицька область       | Самбірський                          | Бригадир тракторної бригади Викотівської МТС Самбірського району                                                                      |                                                                    |
| Кука Микола Маркіянович             | Полтавська область        | Глобинський                          | Голова колгоспу імені Сталіна Глобинського району                                                                                     |                                                                    |
| Кулаков Микола Михайлович           | Севастополь               | Севастопольський-Корабельний         | Член Військової Ради Чорноморського флоту, віце-адмірал                                                                               |                                                                    |
| Кулькова Калерія Олександрівна      | Ворошиловградська область | Лисичанський сільський               | Заступник начальника цеху Лисичанського хімічного комбінату                                                                           |                                                                    |
| Кульчицька Олена Львівна            | Львівська область         | Перемишлянський                      | Художник, заслужений діяч мистецтв УРСР                                                                                               |                                                                    |
| Куманьок Порфирій Хомич             | Чернігівська область      | Борзнинський                         | 2-й секретар Чернігівського обкому КПУ                                                                                                |                                                                    |
| Куриленко Микола Миколайович        | Миколаївська область      | Арбузинський                         | Завідувач відділу промисловості товарів широкого вжитку і продовольчих товарів ЦК КПУ                                                 |                                                                    |
| Курко Олександр Петрович            | Хмельницька область       | Красилівський                        | Голова правління Красилівської райспоживспілки Красилівського району                                                                  |                                                                    |
| Кухаренко Лідія Іванівна            | Ворошиловградська область | Білокуракинський                     | Голова правління Товариства для поширення політичних і наукових знань УРСР                                                            |                                                                    |
| Куцир Павло Савович                 | Сумська область           | Шосткинський                         | Головний технолог Шосткинського заводу сільськогосподарського машинобудування                                                         |                                                                    |
| Кучер Василь Петрович               | Сталінська область        | Чистяківський                        | Помічник начальника дільниці шахти № 3-біс тресту «Чистяковантрацит»                                                                  |                                                                    |
| Ладані Ганна Михайлівна             | Закарпатська область      | Мукачівський                         | Ланкова колгоспу імені Леніна Мукачівського району                                                                                    |                                                                    |
| Левченко Іван Федотович             | Хмельницька область       | Волочиський                          | Секретар Хмельницького обкому КПУ |                                                                    |
| Лелюшенко Дмитро Данилович          | Житомирська область       | Андрушівський                        | Командувач 8-ї механізованої армії Прикарпатського військового округу, генерал-полковник                                              |                                                                    |
| Лисенко Яків Іванович               | Станіславська область     | Калуський                            | 2-й секретар Станіславського обкому КПУ                                                                                               |                                                                    |
| Литвин Костянтин Захарович          | Львівська область         | Бродівський                          | Міністр культури УРСР |                                                                    |
| Лінинська Ганна Тимофіївна          | Дрогобицька область       | Турківський                          | Заступник голови виконкому Стрілківської районної ради                                                                                |                                                                    |
| Лісова Ніна Гаврилівна              | Хмельницька область       | Хмельницький                         | Старший інженер відділу експлуатації Хмельницького відділення Південно-Західної залізниці                                             |                                                                    |
| Лічарда Іван Ананійович             | Одеська область           | Кілійський                           | Бригадир риболовецької бригади колгоспу імені Тимошенка                                                                               |                                                                    |
| Лукава Ніна Амвросіївна             | Одеська область           | Долинський                           | Свинарка колгоспу імені Чкалова Красноокнянського району                                                                              |                                                                    |
| Лутак Іван Кіндратович              | Черкаська область         | Звенигородський                      | Голова виконкому Черкаської обласної ради                                                                                             |                                                                    |
| Любарська Юлія Дмитрівна            | Запорізька область        | Оріхівський                          | Завідувач Малотокмачанської початкової школи Оріхівського району                                                                      |                                                                    |
| Любінська Ольга Іванівна            | Одеська область           | Любашівський                         | Агроном Любашівської МТС Любашівського району                                                                                         |                                                                    |
| Людников Іван Ілліч                 | Кримська область          | Сімферопольський сільський           | Командувач військ Таврійського військового округу, генерал-полковник                                                                  |                                                                    |
| Люшнівська Ялина Іванівна           | Черкаська область         | Буцький                              | Голова Попівської сільської ради Буцького району                                                                                      |                                                                    |
| Лях Валентина Петрівна              | Житомирська область       | Новоград-Волинський                  | Завідувач Городницького районного відділу охорони здоров'я                                                                            |                                                                    |
| Мазур Іван Степанович               | Тернопільська область     | Збаразький                           | Лікар, завідувач очним відділенням Тернопільської обласної лікарні                                                                    |                                                                    |
| Максименко Варвара Григорівна       | Харківська область        | Харківський-Комінтернівський         | Старший технолог Харківського заводу транспортного машинобудування                                                                    |                                                                    |
| Маленков Георгій Максиміліанович    | Дніпропетровська область  | Дніпропетровський-Кіровський         | Голова Ради Міністрів СРСР |                                                                    |
| Малий Гаврило Кирилович             | Кіровоградська область    | Кіровоградський міський              | Майстер метизного цеху Кіровоградського заводу сільськогосподарського машинобудування «Червона Зірка»                                 |                                                                    |
| Маликов Степан Федорович            | Житомирська область       | Янушпільський                        | Голова правління Укоопспілки |                                                                    |
| Малишко Андрій Самійлович           | Тернопільська область     | Скалатський                          | Письменник |                                                                    |
| Мамсуров Хаджі-Умар Джіорович       | Волинська область         | Любомльський                         | Командувач 27-го стрілецького корпусу 13-ї армії Прикарпатського військового округу, генерал-лейтенант                                |                                                                    |
| Маркін Михайло Семенович            | Волинська область         | Турійський                           | Голова Волинської обласної планової комісії                                                                                           |                                                                    |
| Марко Марія Василівна               | Закарпатська область      | Виноградівський                      | Ланкова-кукурудзовод колгоспу імені Ватутіна Виноградівського району                                                                  |                                                                    |
| Мартинов Федір Гнатович             | Кіровоградська область    | Хмілівський                          | 2-й секретар Кіровоградського обкому КПУ                                                                                              |                                                                    |
| Мартинюк Пелагія Дмитрівна          | Вінницька область         | Крижопільський                       | Бригадир рільничої бригади колгоспу імені Сталіна Крижопільського району                                                              |                                                                    |
| Марчук Анатолій Андрійович          | Вінницька область         | Теплицький                           | 1-й секретар Плисківського райкому КПУ                                                                                                |                                                                    |
| Мелень Петро Іванович               | Дрогобицька область       | Сколівський                          | Директор Любінцівської середньої школи Сколівського району                                                                            |                                                                    |
| Мелія Олександр Олександрович       | Київська область          | Київський сільський                  | Начальник і головний конструктор спеціального конструкторського бюро «Головбудмашина»                                                 |                                                                    |
| Микитей Марія Дмитрівна             | Чернівецька область       | Садгірський                          | Агроном колгоспу імені Кірова Заставнівського району                                                                                  |                                                                    |
| Миронова Ганна Іванівна             | Сталінська область        | Горлівський-Центрально-Міський       | Завідувач технічного бюро ливарного цеху Горлівського машинобудівного заводу імені Кірова                                             |                                                                    |
| Михайленко Парасковія Іванівна      | Харківська область        | Харківський-Кагановичський           | Доцент Харківського політехнічного інституту                                                                                          |                                                                    |
| Михеєв Ілля Іванович                | Сталінська область        | Будьоннівський                       | Бригадир прохідницької бригади шахти «Мушкетово-Вертикальна» тресту «Донбасшахтобуд»                                                  |                                                                    |
| Мізюк Андрій Іванович               | Волинська область         | Луцький                              | Голова виконкому Луцької міської ради                                                                                                 |                                                                    |
| Мікоян Анастас Іванович             | Одеська область           | Одеський-Іллічівський                | Заступник голови Ради Міністрів СРСР                                                                                                  |                                                                    |
| Міняйленко Анастасія Семенівна      | Хмельницька область       | Славутський                          | Начальник ливарного цеху Славутського заводу «Будфаянс»                                                                               |                                                                    |
| Мірошник Олена Пантелеймонівна      | Дніпропетровська область  | Дніпропетровський сільський          | Ланкова колгоспу імені Сталіна Дніпропетровського району                                                                              |                                                                    |
| Могильченко Григорій Сергійович     | Харківська область        | Лозівський                           | Голова колгоспу імені Орджонікідзе Лозівського району                                                                                 |                                                                    |
| Мокроус Федір Якович                | Запорізька область        | Мелітопольський сільський            | 2-й секретар Запорізького обкому КПУ                                                                                                  |                                                                    |
| Моложава Наталія Михайлівна         | Полтавська область        | Кобеляцький                          | Директор Білицької неповної середньої школи Кобеляцького району                                                                       |                                                                    |
| Молотов В'ячеслав Михайлович        | Київ                      | Ленінський                           | 1-й заступник голови Ради Міністрів СРСР, міністр закордонних справ СРСР                                                              |                                                                    |
| Монастирська Євстахія Володимирівна | Тернопільська область     | Копичинський                         | Ланкова колгоспу імені Молотова Пробіжнянського району                                                                                |                                                                    |
| Мороз Микола Тихонович              | Дрогобицька область       | Добромильський                       | Заступник голови Комітету державної безпеки при Раді Міністрів УРСР                                                                   |                                                                    |
| Мороз Надія Леонтіївна              | Сталінська область        | Селидівський                         | Доярка колгоспу імені Мічуріна Селидівського району                                                                                   |                                                                    |
| Мосійчук Уляна Денисівна            | Волинська область         | Ківерцівський                        | Доярка колгоспу імені Маленкова Ківерцівського району                                                                                 |                                                                    |
| Москалець Костянтин Федорович       | Полтавська область        | Зіньківський                         | Голова Української республіканської ради професійних спілок                                                                           |                                                                    |
| Муляр Ольга Гаврилівна              | Вінницька область         | Погребищенський                      | Директор Погребищенської середньої школи № 1                                                                                          |                                                                    |
| Мусієнко Єфросинія Артемівна        | Полтавська область        | Пирятинський                         | Бригадир тракторної бригади Пирятинської МТС Пирятинського району                                                                     |                                                                    |
| Назаренко Іван Дмитрович            | Полтавська область        | Хорольський                          | Секретар ЦК КПУ |                                                                    |
| Назаренко Іван Тимофійович          | Миколаївська область      | Варварівський                        | Голова виконкому Миколаївської обласної ради                                                                                          |                                                                    |
| Назарченко Неоніла Трохимівна       | Ворошиловградська область | Попаснянський                        | Головний зоотехнік Попаснянської МТС Попаснянського району                                                                            |                                                                    |
| Наумов Михайло Іванович             | Чернівецька область       | Кельменецький                        | Начальник внутрішніх військ МВС Української РСР, генерал-майор                                                                        |                                                                    |
| Нежевенко Григорій Семенович        | Одеська область           | Одеський-Ворошиловський              | Токар Одеського заводу радіально-свердлильних верстатів                                                                               |                                                                    |
| Неменуща Марія Яківна               | Ворошиловградська область | Ровеньківський                       | Агроном Дяківської МТС Ровеньківського району                                                                                         |                                                                    |
| Непорожній Петро Степанович         | Дніпропетровська область  | Марганцівський                       | Заступник голови Ради Міністрів УРСР                                                                                                  |                                                                    |
| Нефедов Іван Іванович               | Харківська область        | Харківський-Ленінський               | Колійний майстер 3-ї Харківської дистанції колії Південної залізниці                                                                  |                                                                    |
| Нечипорук Зоя Савівна               | Станіславська область     | Богородчанський                      | Голова ЦК професійної спілки робітників початкової і середньої школи УРСР                                                             |                                                                    |
| Нещадименко Євгенія Минівна         | Одеська область           | Андрієво-Іванівський                 | Ланкова колгоспу імені Маленкова Миколаївського району                                                                                |                                                                    |
| Нижник Василь Єрмолайович           | Вінницька область         | Копайгородський                      | Секретар Президії Верховної Ради УРСР                                                                                                 |                                                                    |
| Нирцев Михайло Петрович             | Сталінська область        | Сніжнянський                         | Начальник комбінату «Сталінвугілля»                                                                                                   |                                                                    |
| Нікітченко Віталій Федотович        | Ровенська область         | Сарненський                          | Голова Комітету державної безпеки при Раді Міністрів УРСР                                                                             |                                                                    |
| Новаченко Микола Петрович           | Харківська область        | Красноградський                      | Директор Українського науково-дослідного інституту ортопедії і травматології імені професора Ситенка                                  |                                                                    |
| Нощенко Петро Хомич                 | Волинська область         | Камінь-Каширський                    | Голова Верховного Суду УРСР |                                                                    |
| Озерний Марко Євстафійович          | Дніпропетровська область  | Верхньо-Дніпровський                 | Ланковий колгоспу «Червоний партизан» Лихівського району                                                                              | 27 грудня 1957 помер                                               |
| Онищенко Григорій Потапович         | Ровенська область         | Ровенський                           | Заступник голови Ради Міністрів УРСР                                                                                                  |                                                                    |
| Осипов Федір Макарович              | Сталінська область        | Сталіно-Заводський                   | Доцент Сталінського медичного інституту імені Горького                                                                                |                                                                    |
| Остапенко Марія Арсентіївна         | Київська область          | Димерський                           | Директор Димарської семирічної школи Розважівського району                                                                            |                                                                    |
| Очкій Оксана Мусіївна               | Харківська область        | Харківський-Липецький                | Зоотехнік колгоспу «Шлях Леніна» Харківського району                                                                                  |                                                                    |
| Павлова Раїса Сергіївна             | Ворошиловградська область | Воршиловградський-Артемівський       | Начальник цеху широкого вжитку Ворошиловградського заводу імені Пархоменка                                                            |                                                                    |
| Паламарчук Ганна Олександрівна      | Вінницька область         | Жмеринський                          | Трактористка Браїлівської МТС Жмеринського району                                                                                     |                                                                    |
| Паламарчук Лука Хомич               | Сумська область           | Краснопільський                      | Міністр закордонних справ УРСР |                                                                    |
| Палладін Олександр Володимирович    | Київська область          | Васильківський                       | Президент Академії наук УРСР |                                                                    |
| Панасюк Денис Харитонович           | Черкаська область         | Золотоніський                        | Прокурор УРСР |                                                                    |
| Панков Петро Олексійович            | Одеська область           | Березівський                         | Директор Шевченківської МТС Березівського району                                                                                      |                                                                    |
| Пантелюк Юрій Йосипович             | Станіславська область     | Надвірнянський                       | Голова виконкому Станіславської обласної ради                                                                                         |                                                                    |
| Панченко Архип Іванович             | Черкаська область         | Монастирищенський                    | 1-й секретар Монастирищенського райкому КПУ                                                                                           |                                                                    |
| Пармузіна Агрипина Антонівна        | Сумська область           | Білопільський                        | Ланкова колгоспу «Більшовик» Білопільського району                                                                                    |                                                                    |
| Пасічник Віра Яківна                | Ровенська область         | Володимирецький                      | Зоотехнік Володимирецької МТС Володимирецького району                                                                                 |                                                                    |
| Пастернак Оксана Федорівна          | Сталінська область        | Калінінський                         | Головний конструктор відділу вентиляторів Донецького філіалу інституту «Діпровуглемаш»                                                |                                                                    |
| Паторжинський Іван Сергійович       | Київська область          | Фастівський                          | Соліст Київського театру опери та балету                                                                                              |                                                                    |
| Пашко Яків Юхимович                 | Ворошиловградська область | Іванівський                          | Завідувач відділу пропаганди і агітації ЦК КПУ                                                                                        |                                                                    |
| Пащенко Ілля Васильович             | Полтавська область        | Полтавський сільський                | Слухач Полтавської обласної школи голів колгоспів, колишній голова колгоспу імені Леніна Полтавського району                          |                                                                    |
| Первухін Михайло Георгійович        | Сталінська область        | Слов'янський                         | Заступник голови Ради Міністрів СРСР                                                                                                  |                                                                    |
| Петренко Катерина Анатоліївна       | Тернопільська область     | Чортківський                         | Вчителька Чортківської середньої школи № 2                                                                                            |                                                                    |
| Петрухін Олександр Трохимович       | Кримська область          | Керченський                          | Директор Камиш-Бурунського залізорудного комбінату                                                                                    |                                                                    |
| Петрущак Іван Дмитрович             | Закарпатська область      | Іршавський                           | Голова Закарпатської обласної ради професійних спілок                                                                                 |                                                                    |
| Пєшков Василь Аврамович             | Сумська область           | Охтирський                           | 1-й секретар Охтирського райкому КПУ                                                                                                  |                                                                    |
| Пидорич Марія Андріївна             | Черкаська область         | Драбівський                          | Доярка бурякорадгоспу імені Андреєва Драбівського району                                                                              |                                                                    |
| Підгорний Микола Вікторович         | Харківська область        | Харківський-Дзержинський             | 2-й секретар ЦК КПУ |                                                                    |
| Пінчук Андрій Степанович            | Миколаївська область      | Доманівський                         | 2-й секретар Миколаївського обкому КПУ                                                                                                |                                                                    |
| Пінчук Григорій Павлович            | Закарпатська область      | Тячівський                           | Міністр освіти УРСР |                                                                    |
| Піснячевський Дмитро Петрович       | Харківська область        | Сахновщанський                       | Голова виконкому Харківської обласної ради                                                                                            |                                                                    |
| Плющ Ганна Василівна                | Чернігівська область      | Мало-Дівицький                       | Ланкова колгоспу імені Чапаєва Мало-Дівицького району                                                                                 |                                                                    |
| Поборчий Олександр Павлович         | Дніпропетровська область  | Криворізький сільський               | Керуючий тресту «Криворіжбуд» |                                                                    |
| Повзик Марко Власович               | Закарпатська область      | Перечинський                         | 2-й секретар Закарпатського обкому КПУ                                                                                                |                                                                    |
| Погрібний Степан Федосійович        | Кіровоградська область    | Знам'янський                         | Старший машиніст паровозного депо станції Знам'янка                                                                                   |                                                                    |
| Подільчук Євгенія Захарівна         | Чернівецька область       | Кіцманський                          | Доярка колгоспу імені Леніна Кіцманського району                                                                                      |                                                                    |
| Пономаренко Юрій Федорович          | Волинська область         | Горохівський                         | 2-й секретар Волинського обкому КПУ                                                                                                   |                                                                    |
| Попова Ксенія Андріївна             | Вінницька область         | Вінницький сільський                 | Доярка колгоспу імені Шевченка Вінницького району                                                                                     |                                                                    |
| Попович Дмитро Петрович             | Закарпатська область      | Берегівський                         | Заступник голови виконкому Закарпатської обласної ради                                                                                |                                                                    |
| Поспєлов Петро Миколайович          | Черкаська область         | Чигиринський                         | Секретар ЦК КПРС |                                                                    |
| Поточилов Артем Григорович          | Миколаївська область      | Баштанський                          | Бригадир тракторної бригади Явкинської МТС Баштанського району                                                                        |                                                                    |
| Проців Вітольда Іванівна            | Станіславська область     | Коломийський                         | Викладач Коломийського педагогічного училища                                                                                          |                                                                    |
| Пустова Віра Олександрівна          | Станіславська область     | Тлумацький                           | Зоотехнік колгоспу імені Паризької Комуни Жовтневого району                                                                           |                                                                    |
| Радзієвський Олексій Іванович       | Одеська область           | Білгород-Дністровський               | Командувач військ Одеського військового округу, генерал-полковник                                                                     |                                                                    |
| Радиш Ганна Василівна               | Чернівецька область       | Чернівецький-Сталінський             | Робітниця Чернівецької рукавичної фабрики                                                                                             |                                                                    |
| Радомський Семен Юхимович           | Черкаська область         | Черкаський міський                   | 2-й секретар Черкаського обкому КПУ                                                                                                   |                                                                    |
| Ребік Уляна Миронівна               | Чернігівська область      | Новгород-Сіверський                  | Бригадир тракторної бригади Новгород-Сіверської МТС Новгород-Сіверського району                                                       |                                                                    |
| Ревуцький Лев Миколайович           | Одеська область           | Одеський-Ленінський                  | Композитор, професор Київської державної консерваторії імені Чайковського                                                             |                                                                    |
| Рожанчук Микола Михайлович          | Полтавська область        | Гадяцький                            | Голова виконкому Полтавської обласної ради                                                                                            |                                                                    |
| Розенко Петро Якимович              | Ворошиловградська область | Боково-Антрацитівський               | Заступник голови Ради Міністрів УРСР                                                                                                  |                                                                    |
| Руденко Гаврило Митрофанович        | Харківська область        | Богодухівський                       | 1-й секретар Богодухівського райкому КПУ                                                                                              |                                                                    |
| Руденко Надія Іванівна              | Ворошиловградська область | Краснолуцький                        | Завідувач Ворошиловградського обласного онкологічного диспансеру                                                                      | 1955 (?) померла                                                   |
| Русин Василь Павлович               | Закарпатська область      | Рахівський                           | Прокурор Закарпатської області |                                                                    |
| Руцька Ганна Семенівна              | Тернопільська область     | Теребовлянський                      | Голова колгоспу імені Хрущова Буданівського району                                                                                    |                                                                    |
| Рябикіна Мотрона Остапівна          | Дніпропетровська область  | П'ятихатський                        | Директор середньої школи імені Пушкіна селища Жовта Ріка                                                                              |                                                                    |
| Рябошапка Олександра Климівна       | Ровенська область         | Костопільський                       | Бригадир тракторної бригади Костопільської МТС Костопільського району                                                                 |                                                                    |
| Саблєв Павло Юхимович               | Харківська область        | Харківський-Орджонікідзевський       | Директор Харківського тракторного заводу імені Орджонікідзе                                                                           |                                                                    |
| Сабуров Максим Захарович            | Ворошиловградська область | Кадіївський-Брянський                | Заступник голови Ради Міністрів СРСР, голова Держплану СРСР                                                                           |                                                                    |
| Савельєв Іван Степанович            | Сумська область           | Смілівський                          | Завідувач відділу машинобудування ЦК КПУ                                                                                              |                                                                    |
| Савков Микола Никифорович           | Запорізька область        | Василівський                         | Член Військової Ради Таврійського військового округу, генерал-лейтенант                                                               |                                                                    |
| Савченко Марія Харитонівна          | Сумська область           | Лебединський                         | Доярка колгоспу імені Леніна Лебединського району                                                                                     |                                                                    |
| Савчук Володимир Панасович          | Чернівецька область       | Новоселицький                        | Голова колгоспу імені Будьонного Новоселицького району                                                                                |                                                                    |
| Савчук Костянтин Іванович           | Чернівецька область       | Чернівецький сільський               | Тракторист Чернівецької МТС |                                                                    |
| Сапелкіна Надія Кирилівна           | Миколаївська область      | Заводський                           | Електрозварниця Миколаївського механічного заводу                                                                                     |                                                                    |
| Сахновський Георгій Леонідович      | Дрогобицька область       | Дрогобицький                         | Міністр торгівлі УРСР |                                                                    |
| Свіда Василь Іванович               | Закарпатська область      | Ужгородський                         | Художник, голова правління Закарпатського відділення Спілки радянських художників України                                             |                                                                    |
| Селіванов Олександр Гнатович        | Черкаська область         | Тальнівський                         | Заступник голови Держплану УРСР |                                                                    |
| Семененко Ганна Спиридонівна        | Вінницька область         | Немирівський                         | Агроном Немирівської МТС Немирівського району                                                                                         |                                                                    |
| Сенін Іван Семенович                | Сталінська область        | Костянтинівський                     | 1-й заступник голови Ради Міністрів УРСР                                                                                              |                                                                    |
| Сердюк Олександр Іванович           | Харківська область        | Чугуївський                          | Головний режисер Харківського українського драматичного театру імені Тараса Шевченка                                                  |                                                                    |
| Сердюк Ольга Семенівна              | Сумська область           | Липово-Долинський                    | Доярка колгоспу імені Комінтерну Недригайлівського району                                                                             |                                                                    |
| Сердюков Микола Павлович            | Сталінська область        | Куйбишевський                        | Завідувач відділу будівництва і міського господарства ЦК КПУ                                                                          |                                                                    |
| Середа Ярослав Іванович             | Львівська область         | Львівський сільський                 | Заступник голови президії Львівського філіалу АН УРСР, член-кореспондент АН УРСР                                                      |                                                                    |
| Сидоренко Олександр Петрович        | Тернопільська область     | Заложцівський                        | Відповідальний редактор газети «Колгоспне село»                                                                                       |                                                                    |
| Січкарьова Олександра Григорівна    | Харківська область        | Велико-Бурлуцький                    | Бригадир рільничої бригади бурякорадгоспу «Федорівський» Велико-Бурлуцького району                                                    |                                                                    |
| Скобельська Марія Володимирівна     | Станіславська область     | Станіславський                       | Лікар Станіславської районної лікарні                                                                                                 |                                                                    |
| Скрябін Володимир Володимирович     | Запорізька область        | Куйбишевський                        | Голова виконкому Запорізької обласної ради                                                                                            |                                                                    |
| Сова Віра Леонтіївна                | Запорізька область        | Червоноармійський                    | Агроном Біленьківської МТС Верхньохортицького району                                                                                  |                                                                    |
| Совєтова Катерина Василівна         | Полтавська область        | Полтавський міський                  | Дільничний лікар Полтавської 2-ї міської лікарні                                                                                      |                                                                    |
| Соломаха Катерина Марківна          | Полтавська область        | Лубенський                           | Ланкова колгоспу імені Кірова Лубенського району                                                                                      |                                                                    |
| Сорока Павло Антонович              | Ворошиловградська область | Ворошиловградський-Жовтневий         | Директор Ворошиловградського паровозобудівного заводу імені Жовтневої революції                                                       |                                                                    |
| Стародубов Кирило Федорович         | Дніпропетровська область  | Дніпропетровський-Жовтневий          | Завідувач кафедри термічної обробки металів Дніпропетровського металургійного інституту, член-кореспондент АН УРСР                    |                                                                    |
| Степаненко Олександр Данилович      | Одеська область           | Одеський-Сталінський                 | 1-й секретар Одеського міськкому КПУ                                                                                                  |                                                                    |
| Степаненко Степанида Михайлівна     | Ворошиловградська область | Біловодський                         | Ланкова радгоспу «Старобільський» Марківського району                                                                                 |                                                                    |
| Степанов Дмитро Павлович            | Сталінська область        | Приморський                          | Голова виконкому Приморської районної ради                                                                                            |                                                                    |
| Степичев Василь Васильович          | Тернопільська область     | Підгаєцький                          | Командувач 57-ї повітряної армії Прикарпатського військового округу, генерал-лейтенант авіації                                        |                                                                    |
| Степченко Федір Петрович            | Дрогобицька область       | Ходорівський                         | Член Військової Ради Прикарпатського військового округу, генерал-лейтенант                                                            |                                                                    |
| Сугак Оксана Іванівна               | Черкаська область         | Златопільський                       | Трактористка Капітанівської МТС Златопільського району                                                                                |                                                                    |
| Судейко Степан Володимирович        | Сталінська область        | Горлівський-Калінінський             | 1-й секретар Горлівського міськкому КПУ                                                                                               |                                                                    |
| Суржик Володимир Андрійович         | Житомирська область       | Коростенський                        | Машиніст паровозного депо станції Коростень                                                                                           |                                                                    |
| Суркін Микола Прокопович            | Кримська область          | Феодосійський                        | 2-й секретар Кримського обкому КПУ |                                                                    |
| Суслов Михайло Андрійович           | Харківська область        | Харківський-Червонозаводський        | Секретар ЦК КПРС |                                                                    |
| Счотчиков Георгій Семенович         | Вінницька область         | Вороновицький                        | Командувач 43-ї повітряної армії Далекої Авіації, генерал-лейтенант                                                                   |                                                                    |
| Тамполар Матвій Михайлович          | Чернівецька область       | Хотинський                           | Робітник Хотинського пивзаводу |                                                                    |
| Танченко Степан Дмитрович           | Миколаївська область      | Миколаївський сільський              | Голова колгоспу імені Леніна Жовтневого району                                                                                        |                                                                    |
| Тарасевич Іван Федорович            | Запорізька область        | Пологівський                         | 1-й секретар Гуляйпільського райкому КПУ                                                                                              |                                                                    |
| Тарасенко Єлизавета Парфентіївна    | Херсонська область        | Херсонський сільський                | Вчителька Музиківської середньої школи Херсонського району                                                                            |                                                                    |
| Тарасов Іван Федорович              | Ворошиловградська область | Первомайський                        | Врубмашиніст шахти № 1–2 «Гірська» тресту «Первомайськвугілля»                                                                        |                                                                    |
| Татаренко Леонід Порфирійович       | Херсонська область        | Генічеський                          | 2-й секретар Херсонського обкому КПУ                                                                                                  |                                                                    |
| Татаринов Михайло Вікторович        | Чернігівська область      | Прилуцький                           | Токар Прилуцького заводу «Будмаш» |                                                                    |
| Телега Микола Якович                | Житомирська область       | Ружинський                           | Головний інженер Романівської МТС Попільнянського району                                                                              |                                                                    |
| Терещенко Павло Якович              | Полтавська область        | Кременчуцький міський                | Майстер цеху Крюківського вагонобудівного заводу                                                                                      |                                                                    |
| Терещенко Пелагія Гаврилівна        | Запорізька область        | Запорізький-Шевченківський           | Наладчиця полірувальних верстатів Запорізького машинобудівного заводу                                                                 |                                                                    |
| Терлецький Михайло Іванович         | Сумська область           | Ямпільський                          | Головний лікар Хуторо-Михайлівської лікарні                                                                                           |                                                                    |
| Тимчик Кирило Якович                | Дніпропетровська область  | Солонянський                         | Командир 115-ї гвардійської стрілецької дивізії 14-го гвардійського стрілецького корпусу Київського військового округу, генерал-майор |                                                                    |
| Титаренко Олексій Антонович         | Сталінська область        | Кіровський                           | 1-й секретар Сталінського міськкому КПУ                                                                                               |                                                                    |
| Тичина Павло Григорович             | Черкаська область         | Черкаський сільський                 | Поет, академік АН УРСР |                                                                    |
| Тищенко Клавдія Іванівна            | Дніпропетровська область  | Криворізький-Жовтневий               | Начальник збагачувальної фабрики Криворізького рудника «Більшовик»                                                                    |                                                                    |
| Ткач Степан Йосипович               | Тернопільська область     | Тернопільський                       | Заступник голови виконкому Тернопільської обласної ради                                                                               |                                                                    |
| Ткаченко Марія Михайлівна           | Хмельницька область       | Теофіпольський                       | Агроном колгоспу «Більшовик» Теофіпольського району                                                                                   |                                                                    |
| Топчій Ольга Миколаївна             | Чернігівська область      | Ічнянський                           | Ланкова колгоспу імені Леніна Ічнянського району                                                                                      |                                                                    |
| Трачук Захар Трохимович             | Вінницька область         | Бершадський                          | Комбайнер Устянської МТС Бершадського району                                                                                          |                                                                    |
| Трегубенко Олександр Федорович      | Запорізька область        | Запорізький-Орджонікідзевський       | Директор Запорізького електрометалургійного заводу «Дніпроспецсталь» імені Кузьмина                                                   |                                                                    |
| Третьяков Григорій Іванович         | Тернопільська область     | Кременецький                         | Міністр комунального господарства УРСР                                                                                                |                                                                    |
| Троценко Стефанія Яківна            | Кримська область          | Ялтинський                           | Заступник директора з наукової частини Науково-дослідного інституту фізичних методів лікування імені Сєченова                         |                                                                    |
| Трошева Катерина Павлівна           | Дніпропетровська область  | Нікопольський                        | Оператор калібрувального стану цеху № 2 Південнотрубного заводу                                                                       |                                                                    |
| Трусов Костянтин Ананійович         | Харківська область        | Харківський-Жовтневий                | 1-й секретар Харківського міськкому КПУ                                                                                               |                                                                    |
| Тулуман Ірина Саливонівна           | Черкаська область         | Шполянський                          | Ланкова колгоспу імені Шевченка Шполянського району                                                                                   |                                                                    |
| Турбай Григорій Автономович         | Кіровоградська область    | Кіровоградський сільський            | Голова виконкому Кіровоградської обласної ради                                                                                        |                                                                    |
| Туряниця Іван Іванович              | Закарпатська область      | Свалявський                          | Голова виконкому Закарпатської обласної ради                                                                                          | 27 березня 1955 помер                                              |
| Удовиченко Надія Яківна             | Сталінська область        | Макіївський-Центрально-Міський       | Науковий співробітник Макіївського науково-дослідного інституту з безпеки робіт в гірничій промисловості                              |                                                                    |
| Український Михайло Йосипович       | Сталінська область        | Шахтарський                          | Кріпильник шахти № 30 — 31 міста Шахтарська                                                                                           |                                                                    |
| Усов Павло Олексійович              | Одеська область           | Арцизький                            | Член Військової Ради Одеського військового округу, генерал-лейтенант                                                                  |                                                                    |
| Устенко Андрій Іванович             | Дрогобицька область       | Мостиський                           | 2-й секретар Дрогобицького обкому КПУ                                                                                                 |                                                                    |
| Федоров Іван Герасимович            | Хмельницька область       | Старо-Костянтинівський               | Завідувач хірургічного відділення Старокостянтинівської районної лікарні                                                              | 22 травня 1957 помер                                               |
| Федоров Олексій Федорович           | Житомирська область       | Житомирський міський                 | 1-й секретар Житомирського обкому КПУ                                                                                                 |                                                                    |
| Федосєєв Олександр Іванович         | Одеська область           | Тарутинський                         | Голова виконкому Одеської обласної ради                                                                                               |                                                                    |
| Фещук Павло Пилипович               | Кіровоградська область    | Гайворонський                        | 1-й секретар Гайворонського райкому КПУ                                                                                               |                                                                    |
| Філатов Володимир Петрович          | Одеська область           | Одеський-Кагановичський              | Директор Українського експериментального інституту очних хворіб (місто Одеса), академік АН УРСР                                       | 30 жовтня 1956 помер                                               |
| Фісун Іван Семенович                | Запорізька область        | Запорізький-Ленінський               | Токар Запорізького трансформаторного заводу                                                                                           |                                                                    |
| Фоменко Микола Михайлович           | Дніпропетровська область  | Дніпродзержинський-Сталінський       | Заступник міністра чорної металургії УРСР                                                                                             |                                                                    |
| Хейло Дмитро Васильович             | Полтавська область        | Лохвицький                           | 1-й секретар Лохвицького райкому КПУ                                                                                                  |                                                                    |
| Хитра Євгенія Антонівна             | Волинська область         | Торчинський                          | Ланкова колгоспу імені Мічуріна Торчинського району                                                                                   |                                                                    |
| Хірна Таїсія Максимівна             | Миколаївська область      | Первомайський                        | Головний зоотехнік Підгур'ївської МТС Первомайського району                                                                           |                                                                    |
| Хмель Олександр Омелянович          | Особливий округ           |                                      | Військовий політпрацівник, генерал-майор                                                                                              |                                                                    |
| Хобта Олена Семенівна               | Київська область          | Переяслав-Хмельницький               | Ланкова колгоспу імені Івана Франка Переяслав-Хмельницького району                                                                    |                                                                    |
| Холод Ольга Микитівна               | Київська область          | Броварський                          | Агроном Броварської МТС по колгоспу імені Хрущова Броварського району                                                                 |                                                                    |
| Хомич Ольга Степанівна              | Ровенська область         | Здолбунівський                       | Завідувач свиноферми колгоспу імені Кірова Острозького району                                                                         |                                                                    |
| Хохол Олена Миколаївна              | Київ                      | Залізничний                          | Завідувач кафедри, професор Київського медичного інституту                                                                            |                                                                    |
| Храпунов Павло Пилипович            | Дніпропетровська область  | Дніпропетровський-Ленінський         | 1-й секретар Дніпропетровського міськкому КПУ                                                                                         |                                                                    |
| Хромичева Стефанія Йосипівна        | Станіславська область     | Городенківський                      | Голова колгоспу імені Будьонного Городенківського району                                                                              |                                                                    |
| Хрущов Микита Сергійович            | Київ                      | Жовтневий                            | 1-й секретар ЦК КПРС |                                                                    |
| Худа Марія Михайлівна               | Закарпатська область      | Хустський                            | Бригадир тракторної бригади Хустської МТС Хустського району                                                                           |                                                                    |
| Худолій Марта Савівна               | Житомирська область       | Радомишльський                       | Ланкова колгоспу «Перше травня» Радомишльського району                                                                                |                                                                    |
| Царик Григорій Якович               | Київ                      | Печерський                           | Токар Київського механічного заводу                                                                                                   |                                                                    |
| Цельора Марія Никифорівна           | Хмельницька область       | Шепетівський                         | Ланкова колгоспу імені Маленкова Полонського району                                                                                   |                                                                    |
| Ципанович Василь Андрійович         | Одеська область           | Ізмаїльський                         | Командувач Дунайською флотилією, віце-адмірал                                                                                         |                                                                    |
| Чаленко Максим Митрофанович         | Ворошиловградська область | Кадіївський-Голубівський             | Начальник дільниці шахти № 100–77 тресту «Первомайськвугілля»                                                                         |                                                                    |
| Чалий Григорій Сергійович           | Чернівецька область       | Чернівецький-Ленінський              | Голова виконкому Чернівецької обласної ради                                                                                           |                                                                    |
| Червоненко Степан Васильович        | Дніпропетровська область  | Васильківський                       | Завідувач відділу науки і культури ЦК КПУ                                                                                             |                                                                    |
| Чернілевська Катерина Пилипівна     | Хмельницька область       | Кам'янець-Подільський                | Вчителька Кам'янець-Подільської середньої школи № 9                                                                                   |                                                                    |
| Чернушенко Марія Дем'янівна         | Харківська область        | Куп'янський                          | Агроном, бригадир рільничої бригади колгоспу імені Шевченка Куп'янського району                                                       |                                                                    |
| Чернявський Олександр Пилипович     | Одеська область           | Велико-Михайлівський                 | Секретар Одеського обкому КПУ |                                                                    |
| Черченко Андрій Спиридонович        | Полтавська область        | Козельщинський                       | 2-й секретар Полтавського обкому КПУ                                                                                                  |                                                                    |
| Чуйков Василь Іванович              | Київська область          | Білоцерківський                      | Командувач військ Київського військового округу, генерал армії                                                                        |                                                                    |
| Чурбакова Марія Терентіївна         | Одеська область           | Одеський-Воднотранспортний           | Старша кранівниця Одеського морського торговельного порту                                                                             |                                                                    |
| Шапран Павло Романович              | Житомирська область       | Володарсько-Волинський               | 2-й секретар Житомирського обкому КПУ                                                                                                 |                                                                    |
| Шаталін Микола Миколайович          | Вінницька область         | Вінницький міський                   | Секретар ЦК КПРС |                                                                    |
| Шах Зінаїда Савеліївна              | Ровенська область         | Дубнівський                          | Ланкова колгоспу імені РСЧА Мізоцького району                                                                                         |                                                                    |
| Шверник Микола Михайлович           | Львівська область         | Львівський-Сталінський               | Голова Всесоюзної Центральної Ради Професійних Спілок (ВЦРПС)                                                                         |                                                                    |
| Швидка Текля Олександрівна          | Київська область          | Сквирський                           | Ланкова колгоспу імені Куйбишева Сквирського району                                                                                   |                                                                    |
| Шевель Георгій Георгійович          | Київ                      | Сталінський                          | 2-й секретар Київського міськкому КПУ                                                                                                 |                                                                    |
| Шевченко Василь Кузьмович           | Ворошиловградська область | Свердловський                        | Директор Бірюківської МТС Свердловського району                                                                                       |                                                                    |
| Шевченко Ганна Іванівна             | Волинська область         | Володимир-Волинський                 | Агроном колгоспу імені Хрущова Іваничівського району                                                                                  |                                                                    |
| Шевченко Федір Гаврилович           | Ровенська область         | Олександрійський                     | 1-й секретар Гощанського райкому КПУ                                                                                                  |                                                                    |
| Шейко Михайло Пилипович             | Полтавська область        | Миргородський                        | Голова виконкому Миргородської районної ради                                                                                          |                                                                    |
| Шелест Петро Юхимович               | Київська область          | Обухівський                          | 2-й секретар Київського обкому КПУ |                                                                    |
| Шибаєв Василь Тихонович             | Ворошиловградська область | Лисичанський міський                 | Начальник комбінату «Ворошиловградвугілля»                                                                                            |                                                                    |
| Шиманська Ганна Іванівна            | Дрогобицька область       | Рудківський                          | Ланкова колгоспу імені Жданова Рудківського району                                                                                    |                                                                    |
| Шкодіна Варвара Сергіївна           | Сумська область           | Кролевецький                         | Директор Кролевецького державного племінного розплідника свиней                                                                       |                                                                    |
| Штокало Йосип Захарович             | Львівська область         | Городоцький                          | Голова президії Львівського філіалу АН УРСР, академік АН УРСР                                                                         |                                                                    |
| Шумейко Катерина Сергіївна          | Сумська область           | Улянівський                          | Бригадир тракторної бригади Велико-Жовтневої МТС Улянівського району                                                                  |                                                                    |
| Щеглов Панас Федорович              | Сталінська область        | Єнакіївський сільський               | Командувач Київської армії ППО, заступник командувача військ Київського військового округу по ППО, генерал-майор                      |                                                                    |
| Щербина Олексій Романович           | Дніпропетровська область  | Ново-Московський                     | Голова колгоспу імені Чкалова Ново-Московського району                                                                                |                                                                    |
| Щербицький Володимир Васильович     | Дніпропетровська область  | Дніпродзержинський-Баглійський       | 2-й секретар Дніпропетровського обкому КПУ                                                                                            |                                                                    |
| Щетинін Микола Тимофійович          | Житомирська область       | Овруцький                            | Міністр фінансів УРСР |                                                                    |
| Щус Олександра Кирилівна            | Сталінська область        | Дружківський                         | Вчителька Дружківської середньої школи імені Ворошилова                                                                               |                                                                    |
| Юнак Іван Харитонович               | Дніпропетровська область  | Павлоградський                       | Голова виконкому Дніпропетровської обласної ради                                                                                      |                                                                    |
| Юр'єв Василь Якович                 | Харківська область        | Зміївський                           | Директор Харківської селекційної станції, академік АН УРСР                                                                            |                                                                    |
| Юра Гнат Петрович                   | Київська область          | Бородянський                         | Режисер Київського українського драматичного театру імені Івана Франка                                                                |                                                                    |
| Яблонська Тетяна Нилівна            | Чернігівська область      | Коропський                           | Художник, заступник голови Спілки радянських художників України                                                                       |                                                                    |
| Яворський Іван Йосипович            | Дрогобицька область       | Стрийський                           | Голова виконкому Дрогобицької обласної ради                                                                                           | 21 червня 1957 помер                                               |
| Якименко Семен Семенович            | Запорізька область        | Запорізький-Сталінський              | Сталевар мартенівського цеху Запорізького металургійного заводу «Запоріжсталь»                                                        |                                                                    |
| Яловенко Марія Борисівна            | Харківська область        | Золочівський                         | Зоотехнік колгоспу імені Горького Дергачівського району                                                                               |                                                                    |
| Яновська Наталія Леонідівна         | Кіровоградська область    | Новгородківський                     | Лікар-терапевт Долинської районної лікарні                                                                                            |                                                                    |
| Яранцева Анфіса Яківна              | Кримська область          | Сімферопольський-Залізничний         | Вчителька Сімферопольської середньої школи № 9                                                                                        |                                                                    |
| Яремійчук Марія Олексіївна          | Станіславська область     | Снятинський                          | Ланкова колгоспу імені Івана Франка Гвоздецького району                                                                               |                                                                    |
| Ярмоленко Марія Федорівна           | Київ                      | Подільський                          | Майстер цеху Київської 4-ї взуттєвої фабрики                                                                                          |                                                                    |
| Ярмолюк Галина Олексіївна           | Ворошиловградська область | Сватівський                          | Голова виконкому Сватівської районної ради                                                                                            |                                                                    |
| Ярош Михайло Іванович               | Чернігівська область      | Срібнянський                         | 1-й секретар Срібнянського райкому КПУ                                                                                                |                                                                    |
| Яцишина Людмила Пилипівна           | Вінницька область         | Гайсинський                          | Агроном Гайсинської МТС Гайсинського району                                                                                           |                                                                    |
| Ящищак Броніслава Іванівна          | Тернопільська область     | Бережанський                         | Голова Млиновецької сільської ради Зборівського району                                                                                |                                                                    |
| Борзих Василь Лаврентійович         | Ворошиловградська область | Краснолуцький                        | Начальник дільниці шахти № 5-7 тресту «Краснолучвугілля» (Іванівського р-ну)                                                          | 4 вересня 1955 дообраний, 23 січня 1956 повноваження затверджені   |
| Гарагонич Іван Георгійович          | Закарпатська область      | Свалявський                          | Голова виконкому Закарпатської обласної ради                                                                                          | 12 червня 1955 дообраний, 23 січня 1956 повноваження затверджені   |
| Кременицький Віктор Олександрович   | Житомирська область       | Бердичівський                        | Голова виконкому Житомирської обласної ради                                                                                           | 15 січня 1956 дообраний, 23 січня 1956 повноваження затверджені    |
| Савченко Павло Пилипович            | Сталінська область        | Ждановський-Молотовський             | Кранівник Ждановського торговельного порту                                                                                            | 5 серпня 1956 дообраний, 13 березня 1957 повноваження затверджені  |
| Мельник Сергій Олексійович          | Одеська область           | Одеський-Кагановичський              | Завідувач кафедри, декан факультету виноградарства Одеського сільськогосподарського інституту                                         | 6 січня 1957 дообраний, 13 березня 1957 повноваження затверджені   |
| Бабенко Іван Андрійович             | Сталінська область        | Волноваський                         | Директор радгоспу імені XVIII партз'їзду Волноваського району                                                                         | 17 березня 1957 дообраний, 30 травня 1957 повноваження затверджені |
| Фастованов Андрій Григорович        | Хмельницька область       | Старо-Костянтинівський               | 2-й секретар Хмельницького обласного комітету КПУ                                                                                     | 14 липня 1957 дообраний, 28 січня 1958 повноваження затверджені    |
| Тарнавський Ілля Євстахійович       | Дрогобицька область       | Стрийський                           | Голова виконкому Дрогобицької обласної ради                                                                                           | 6 жовтня 1957 дообраний, 28 січня 1958 повноваження затверджені    |
| Найдек Леонтій Іванович             | Хмельницька область       | Деражнянський                        | 2-й секретар ЦК КПУ | 2 лютого 1958 дообраний, 28 грудня 1958 повноваження затверджені   |
| Ватченко Олексій Федосійович        | Дніпропетровська область  | Верхньо-Дніпровський                 | 2-й секретар Дніпропетровського обкому КПУ                                                                                            | 23 лютого 1958 дообраний, 28 грудня 1958 повноваження затверджені  |